# International Association of Civil Engineering Students
International Association of Civil Engineering Students, auch IACES ist die internationale Studentenvereinigung von Bauingenieur- aber auch Architekturstudenten. Sie wurde 1989 in Delft gegründet; und ist seit dem an über 50 Universitäten weltweit zu Hause. In Deutschland zurzeit aktive Vertretungen befinden sich in Wuppertal, Berlin, Darmstadt und Karlsruhe. 
Aufgabe von IACES ist es, das internationale Netzwerk aus Studenten des Bauingenieurwesens und der Architektur zu erhalten und zu erweitern. Hierbei ermöglicht IACES im Rahmen der stattfindenden Aktivitäten bereits während des Studiums eine international ausgerichtete Laufbahn.
Die Arbeit von IACES basiert auf der Initiative von Studenten. Es werden in regelmäßigen Abständen Austausche und Workshops organisiert, die dazu beitragen, Kultur, Land und Leute einander näherzubringen, aber eben auch ingenieurs- und ausbildungstechnischen Austausch zwischen Studenten und deren Fakultäten in ganz Europa und darüber hinaus zu ermöglichen.
Die offizielle Sprache von IACES ist Englisch.

## Organisation
Der Vorstand der Vereinigung nennt sich General Board (GB) und setzt sich aus 5 Studenten aus möglichst unterschiedlichen Ländern zusammen. Seit 2003 ist der Vorstand jedes Mal aus Wuppertal gestellt, dessen Local Committee (LC) an der Bergischen Universität die jüngsten Jahre von IACES entscheidend mitgeprägt hat.